# Ciszewski Bydgoszcz
KS Ciszewski Bydgoszcz – bydgoski fabryczny klub sportowy założony w 1932 roku. Przez dwa sezony (1937/38 i 1938/39) piłkarze tego klubu grali w klasie A Pomorskiego Związku Okręgowego Piłki Nożnej, gdzie w sezonie 1937/38 jako beniaminek zdobyli II miejsce.

## Historia
Klub założono w 1932 r. przy Fabryce Aparatów Elektrycznych inż. Stefana Ciszewskiego. W barażach o awans do klasy A w 1937 r. KS Ciszewski pokonał Brdę Bydgoszcz (10:0 i 6:1) oraz KS Gdynia (4:2 i 3:2). Klub w sezonie 1937/1938 zdobył wicemistrzostwo Pomorza za Gryfem Toruń. W Święta Wielkanocne 1938 roku, drużyna rozegrała dwa mecze z niemieckim Brandenburger SC z Gauligi Berlin. Oba spotkania zakończyły się remisem 2:2. W kolejnym sezonie KS Ciszewski zdobyłby ponownie wicemistrzostwo, gdyby nie odebrano mu 4 punktów. Drużyna zalegała na rzecz POZPN ze składkami, na kwotę 1 zł. Ostatecznie klub ukończył rozgrywki na piątym miejscu.

## Koszykówka
Drużyna koszykówki grała w latach 1930. w mistrzostwach Polski.

## Sukcesy
- II miejsce w A-klasie w sezonie 1937/1938